# Rhabdamia
Rhabdamia és un gènere de peixos pertanyent a la família dels apogònids.

## Taxonomia
- Rhabdamia clupeiformis (Weber, 1909)[2]
- Rhabdamia cypselurus (Weber, 1909)[2]
- Rhabdamia gracilis (Bleeker, 1856)[3][4]
- Rhabdamia mentalis (Evermann & Seale, 1907)[5]
- Rhabdamia nigrimentum (Smith, 1961)[6]
- Rhabdamia nuda (Regan, 1905)[7]
- Rhabdamia spilota (Allen & Kuiter, 1994)[8][9][10][11][12][13][14]